# LCA5
A Lebercilina, também conhecida como amaurose congênita leber 5 (LCA5), é uma proteína que em humanos é codificada pelo gene LCA5. Acredita-se que esta proteína esteja envolvida em funções centrossomais ou ciliares.

## Importância clínica
Mutações no gene LCA5 estão associadas à amaurose congênita de Leber.